# Voxelalapú morfometria
A voxelalapú morfometria (vagy VBM, azaz Voxel-based morphometry) egy idegi képalkotó eljárásoknál használt elemzési módszer, amely lehetővé teszi az agy anatómiájában található fokális eltéréseket, a statisztikai parametrikus feltérképezés, azaz SPM módszerét (térben kiterjedt statisztikai folyamatok alkotása és használata) felhasználva.

## Általános leírás
A voxelalapú morfometriával a voxelenkénti szürkeállományban lévő eltéréseket vizsgálják, például különböző populációk (tehát vizsgált személyek bizonyos csoportjai) között, vagy egy változóval (pl. IQ, életkor) összefüggésben. Másrészről abban az esetben is érdemes használni, ha egy fMRI vizsgálatban szeretnénk megtudni, hogy a vér-oxigén-szint függő (Blood-oxygen-level dependent) vagy más néven BOLD fMRI hatás strukturális szürkeállomány-eltérésekből, vagy ’tisztán’ működésből eredő különbségekből ered.
A hagyományos morfometriában a teljes agy, vagy egyes részeinek térfogatát mérik meg: kijelölik az ábrázolni kívánt területet (figyelt terület, vagy ROI, azaz region of interest) az agyról készült felvételen, és kiszámolják a hozzá tartozó térfogatot. Ez egy időigényes és elsősorban nagyobb területek mérésére alkalmas, mivel egyes, a térfogatban mutatkozó kisebb különbségeket sokszor nem mutat ki (vannak azonban manapság - majdnem teljesen - automatizált megoldások is, amelyek sokkal kevésbé időigényesek). Emellett a hagyományos morfometria feltételezi a figyelt területek a priori megállapítását, ami szintén torzíthatja a kapott eredményeket.

## A voxelalapú morfometria alapja
A VBM minden agyat egy sablonhoz igazít, amely a legtöbb agyfelépítésbeli egyéni különbséget kiszűri. Ezután a képeket tovább simítják úgy, hogy minden voxel a saját és szomszédainak átlagát reprezentálja. Végül a képek térfogatát voxelenként összemérik az agyak között. A teljes folyamat lépései a következők:
1. téri normalizáció (illesztés) sztenderd térbe
2. a szövettípusok szegmentációja (az agy különböző részeinek szövettípusok mentén való szétválasztása)
3. moduláció – a normalizáció során bekövetkező térfogati változásokhoz korrekció
4. simítás – minden voxel értéke az őt körülvevő voxelek súlyozott átlaga lesz, amely a képet „homályosabbá” teszi, de a kép statisztikai tulajdonságait javítja
5. statisztika – az eltérések megállapítása és statisztikai kiértékelése

Az egyik első voxelalapú morfometriát használó kutatás, amelynek a médiában is nagy visszhangja volt, a londoni taxisok agyának egyik területét, a hippokampusz régiót vizsgálta. A VBM elemzés kimutatta, hogy a taxisok hippokampuszának hátsó része átlagosan nagyobb volt, mint a kontroll személyeké; az elülső része azonban átlagosan kisebb volt. A londoni taxisoknak jó téri tájékozódásra volt szükségük, amely képességek a kutatók szerint a hippokampusz területtel függenek össze.
Egy angol nyelvű leírás található a Voxel-Based Morphometry – The Methods c. cikkben, amely a NeuroImage folyóiratban jelent meg. A szokásos módszer a statisztikai elemzésre az egyváltozós (mass univariate) eljárás, vagyis minden voxel egyenkénti elemzése, de a mintázatfelismerés módszere is használatos, például egészséges és sérült személyek megkülönböztetésénél. Így kimutatták többek között, hogy a szürkeállomány sűrűségében eltérés mutatkozik az elülső- (frontális) és halánték- (temporális) agylebenyekben szkizofrén és egészséges személyek agyfelépítésében.

## A VBM agyi aszimmetria vizsgálatára
A voxelalapú morfometriát elsősorban személyek közti eltérések megállapítására használják, alkalmas azonban az agyi aszimmetria, vagyis az agyféltekék neuroanatómiai eltéréseinek vizsgálatára is. Egy ilyen vizsgálat technikai menete a következő lépésekből állhat:
1. egy, a kutatásra specifikus agyi képsablon létrehozása, a nemi arány és a jobbkezesek/balkezesek arányának kiegyenlítésével
2. a fehérállomány és szürkeállomány sablonjainak létrehozása szegmentációból (tehát meghatározni és kinyerni ezen területeket, és abból sablont készíteni, ami a mintára jellemző)
3. szimmetrikus fehér-és szürkeállomány sablonok létrehozása, a jobb és bal agyfélteke képeinek átlagolásával
4. az agyról készült teljes kép szegmentációja és kinyerése (pl. a fejbőr szövetek képének eltávolítása, tehát a kép megtisztítása)
5. a térfogat változás korrekciója, ld. feljebb a moduláció lépést
6. téri simítás
7. a konkrét statisztikai elemzés végrehajtása, például az általános lineáris modell alkalmazásával (pl. statisztikai parametrikus feltérképezés, azaz SPM)